# استنبوک هاوس

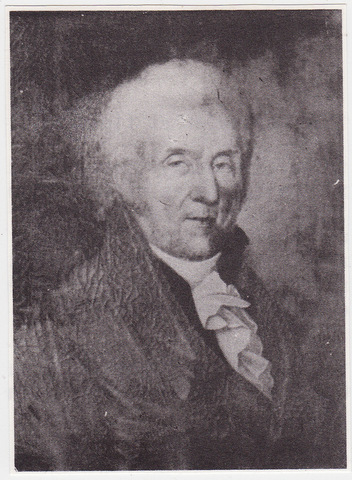
جیکوب پونتاس استنبوک (۱۷۴۴-۱۸۲۴)

استنبوک هاوس (استونیایی: Stenbocki maja) ساختمانی با معماری نئوکلاسیک است که در شهر تالین قرار دارد و مقر اصلی دولت استونی محسوب می‌شود.
تاریخ ساخت این ساختمان به دهه ۱۷۸۰ میلادی و در زمان امپراتوری روسیه و به دستور جیکوب پونتاس استنبوک باز میگردد.